# Horacio Hidrovo
Horacio Hidrovo Peñaherrera (Santa Ana, 24 de junio de 1931 - 9 de junio de 2012) fue un poeta, escritor, profesor y promotor cultural ecuatoriano. Destacó por su poesía entre las cuales se encuentran los poemarios La maravillosa sensación de vivir (2001) y La Montaña (2003). Dedicó su vida al rescate y desarrollo de la cultura montuvia manabita y es uno de los autores más importantes de literatura montuvia a la que le dedicó su libro Historia de la literatura manabita en tres tomos (1974).

## Biografía
Horacio Hidrovo Peñaherrera nació el 24 de junio de 1931 en Santa Ana, Manabí, Ecuador, en una familia con tradición literaria y cultural. Heredó su pasión por la poesía de su padre, el poeta Horacio Hidrovo Velásquez. EStudió en la escuela Tiburcio Macías de la ciudad de Portoviejo y la secundaria en el Colegio Nacional Olmedo. Sus estudios universitarios los realizó en la Universidad de Guayaquil y se graduó con el título en Ciencias Sociales en la Facultad de Jurisprudencia. Después realizó una especialización en Literatura y Español a través del Ministerio de Educación ecuatoriano. Además formó parte del Curso Interamericano Política y Administración Cultural. Y fue condecorado con un doctorado honoris causa por la Universidad Laica Eloy Alfaro de Manabí. Siempre sintió apego por su tierra natal, Manabí y por esta razón dedicó gran parte de su vida a preservar su patrimonio cultural. Estuvo casado y tuvo hijos, entre ellos Tatiana Hidrovo Quiñónez, una importante historiadora ecuatoriana. 
Fue profesor de literatura en la Universidad Laica Eloy Alfaro de Manabí, donde buscó fortalecer la tradición oral, el teatro y la música.Hidrovo fue un importante promotor cultural y dedicó parte de su vida a cultivar las tradiciones ecuatorianas como fueran el teatro, la música y la tradición oral. En su casa, que fue conocida como "la Casa de Horacio" albergó una valiosa colección de fotografías, artículos y textos sobre la historia de Manabí. Además fue uno de los promotores de la Fiesta de las Flores en septiembre, que centraba la atención en la cultura ecuatoriana y latinoamericana.Falleció a los ochenta años en 2012. El municipio de Portoviejo hizo un monumento en el Parque Las Vegas en su honor.

## Obras
A partir de su prolífica obra tanto en verso como en prosa, Horacio Hidrovo Peñaherrera se consolidó como un escritor profundamente comprometido con la cultura de Ecuador. Desde el inicio de su carrera ya destacó como autor. Sobre sus poemas publicados en la década del setenta, dijo el crítico literario Hernán Rodríguez Castelo:

Da un salto estupendo con Los pájaros son hijos del viento (1972): a un espacio lírico de aire abierto y libertad; Manzanas para los niños del mundo (1973) se apoya en lo infantil para lograr una hermosa simplicidad. Ese era el camino: por lo sustantivo; por alli se libraba el poeta de cierta sensibileria y elocuencia. Hubo aún vacilaciones y tentó el poema de mayor aliento, con tono de himno, sin lograrlo a plenitud: Canto junto al fuego de los siglos (1978).
Hernán Rodríguez Castelo - La poesía ecuatoriana 1970-1985

Entre sus libros de poesía más populares se encuentran La maravillosa sensación de vivir (2001) y La Montaña (2003) donde plasmó su infancia rural y la cultura montuvia de Ecuador.  Además, entre sus primeras obras destaca el poemario Dimensión del dolor (1951). Su obra literaria se caracterizó por un compromiso con la justicia social como se puede ver Esperanza y desesperanza del montubio manabita (1991). Entre sus novelas destacan La mujer que nació así (1982) y Se vende una ciudad (1979).

### Poesía
- Jinetes en la noche (1948), 15 pp.
- Dimensión del dolor: poesía (1951), 75 pp.
- Manzanas para los niños del mundo: poesía (1973), 86 pp.
- Las huelas de tus sandalias (1974) 28 pp.
- Canto junto al fuego de los siglos (1978), 100 pp.
- Los pájaros son hijos del viento: poesía (1987), 65 pp.
- La maravillosa sensación de vivir (2001), 107 pp.
- La montaña (2003), 95 pp.
- La danza de los ángeles (2004)
- La soledad es un domingo largo (2007)

### Narrativa
- Se vende una ciudad: novela (1979), 210 pp.
- Tauras o muertos que están vivos (1985), 183 pp.
- La mujer que nació así: novela (1982), 96 pp.
- La novela (1975)

### Ensayos e historia
- Historia de la literatura manabita, tres tomos (1974)
- La novela manabita y su identidad regional: ensayo (1979), 154 pp.
- La usurpación de la tierra en América Latina (1991), 138 pp.
- Esperanza y desesperanza del montubio manabita (1991), 151 pp.

- El montonero de Montecristi (1992), 228 pp.
- Album fotográfico de Manabí (1998) con Tatiana Hidrovo Quiñónez

## Distinciones
A lo largo de su vida Horacio Hidrovo Peñaherrera ha sido acreedor de varios premios, distinciones y condecoraciones, siempre relacionadas con sus esfuerzos de promoción cultural y su carrera literaria, especialmente como poeta. 
- Premio Nacional Benjamín Carrión, Consejo Nacional de Cultura, Quito.
- Premio Concurso Nacional de Poesía Ismael Pérez Pazmiño, diario El Universo.
- Condecoración Nacional al Mérito Cultural
- Condecoración Nacional al Mérito Literario
- Premio Nacional al Mérito Cultural
- Condecoración del Congreso Nacional en 1998
- Premio Nacional Eugenio Espejo en la categoría de Actividades Culturales 2009[10]
- Decoración Eloy Alfaro. Consejo Provincial de Manabí.
- Premio al Mejor Ciudadano; Municipio de Portoviejo.
- Premio al Mérito Ciudadano; Municipio de Santa Ana.
- Doctorado honoris causa por la Universidad Laica Eloy Alfaro de Manabí